# Тихвински хидросистем
Тихвински хидросистем (рус. Тихвинская водная система) представља један од три речно-језерска каналска система којим је река Волга повезана са Балтичким морем (преостала два су Вишњеволочки и Марински). Канал је службено отворен за саобраћај 1811. године, а изграђен је по пројекту војног хидроинжењера Франца де Волана. Радови на каналу започели су 1802. године и трајали су пуних девет година.
Канал је започињао на месту данашњег Рибинског језера, и даље је следио токове река Мологе, Чагоде, Горјуна, Соминке и Валченке, даље преко Тихвинке и Сјаса до језера Ладога, реке Неве и Финског залива. Између горњег дела тока реке Волчине и језера Јелгино саграђен је вештачки Тихвински канал дужине око 6 километара. Укупна дужина целог каналског пута била је 924 километра. Дуж целог хидросистема постојало је 176 бродских преводница, два вештачка водосабирна језера и 105 пристаништа. Путовање од Рибинска до Петрограда трајало је 29 дана, а на појединим деловима пловног пута сточна запрега са обале је кориштена за покретање бродица. Канал је био пројектован за транспорт трговачких бродова мањих и средњих тонажа.
У совјетском периоду канал је кориштен за локални путнички и трговачки саобраћај све до 1956. када је овај пловни пут био и службено затворен. Убрзан развој железничког саобраћаја, али и речни саобраћај преко реке Свир умногоме су допринели смањеном значају Тихвинског хидросистема, и његовом коначном гашењу 1968. године.